# Усть-Изес
Усть-Изес — село в Венгеровском районе Новосибирской области России. Административный центр Усть-Изесского сельсовета.

## География
Площадь села — 38 гектаров.

## Население
| 2002 | 2007 | 2010 |
| ---- | ---- | ---- |
| 517  | ↗562 | ↘531 |

## Инфраструктура
В селе по данным на 2007 год функционируют 1 учреждение здравоохранения, 1 образовательное учреждение.